# Rubus erythroclados
Rubus erythroclados är en rosväxtart som beskrevs av Carl Friedrich Philipp von Martius och Joseph Dalton Hooker. Rubus erythroclados ingår i släktet rubusar, och familjen rosväxter. Inga underarter finns listade i Catalogue of Life.